# Élection à la présidence du Comité national démocrate de 2017
Une élection à la présidence du Comité national démocrate a lieu du 23 au 26 février 2017 afin de déterminer le président du Parti démocrate américain et de son organe exécutif (Democrate National Committee) à la suite de la démission de Debbie Wasserman Schultz.

## Contexte
Les e-mails internes au DNC parus dans la presse en 2016 montrent que la direction du DNC a favorisé Hillary Clinton lors des primaires démocrates pour l'élection présidentielle de 2016. Debbie Wasserman Schultz, la présidente du DNC, a alors démissionné de son poste et a été remplacée à titre intérimaire par Donna Brazile. Brazile a annoncé qu'elle ne souhaitait pas se présenter.
Les règles électorales du parti indiquent que l'élection doit avoir lieu avant le 31 mars 2017. Une réunion du comité exécutif du DNC aura lieu en décembre 2016 afin d'apporter des informations quant aux procédures pour l'élection. L'élection est provisoirement programmée pour se tenir à la réunion d'hiver du DNC, fin février 2017. Il y a 447 membres du DNC, qui sont les membres votants, un quart sont présidents ou vice-présidents d'un comité démocrate de leur État, le reste sont des élus au niveau des États. Pour être élu, il faut une majorité de 224 voix.

## Chronologie
- 28 juillet 2016 : Debbie Wasserman Schultz démissionne de son poste de présidente du Comité national démocrate. Donna Brazile est nommée présidente par intérim.
- Mi-décembre : Réunion de la commission exécutive du Comité national démocrate.
- 23 - 26 février 2017 : L’élection est provisoirement programmée pour avoir lieu à la réunion d'hiver du DNC. L'élection doit avoir lieu avant le 31 mars 2017

## Candidats
Appelant à un retour à la « stratégie des cinquante États » visant à promouvoir le fédéralisme et le droit des États, Howard Dean, ancien gouverneur du Vermont et qui a servi en tant que président du DNC de 2005 à 2009, annonce sa candidature le 10 novembre. Vu le potentiel de division de sa campagne, il s'est retiré de lui-même le 2 décembre 2016.
Les sénateurs Bernie Sanders, Elizabeth Warren, le chef de la minorité à la Chambre Harry Reid, et le nouveau sénateur et chef de la minorité au Sénat Chuck Schumer ont soutenu publiquement Keith Ellison, représentant du Minnesota et co-président du Caucus progressiste du Congrès,,,. MoveOn.org, dirigé par Ilya Sheyman, a également exprimé son soutien pour Ellison. En réponse à une éventuelle candidature d'Ellison, Dean a déclaré qu'il pensait que c'était important d'élire un président qui pourrait effectuer le travail à temps plein, plutôt qu'un élu.
Ellison annonce sa candidature le 14 novembre. Ce jour-là, le président du Parti démocrate de Caroline du Sud, Jaime Harrison s'est déclaré candidat. Le président du Parti démocrate du New Hampshire, Raymond Buckley s'est déclaré candidat le 29 novembre 2016.
Après la réunion avec les membres du DNC, Ellison a annoncé, le 7 décembre, qu'il allait démissionner de son siège de député à la Chambre des représentants, s'il est élu le président du DNC, afin qu'il puisse se concentrer sur son travail. Une semaine plus tard, le secrétaire au Travail des États-Unis, Thomas Perez, a annoncé sa candidature.
D'autres candidatures sont possibles incluant le représentant Xavier Becerra de Californie, le représentant Ruben Gallego de l'Arizona, le représentant Steve Israel de New York, le vice-président du DNC R. T. Rybak, le président de NARAL Pro-Choice America Ilyse Hogue et le maire de South Bend dans l'Indiana, Pete Buttigieg. L'ancienne gouverneure du Michigan Jennifer Granholm, considérée comme une candidate potentiele, a décidé de ne pas concourir. L'ancien gouverneur du Maryland Martin O'Malley a déclaré qu'il allait réfléchir s'il allait concourir, mais a décidé de ne pas le faire.

### Candidats déclarés
- Sally Boynton Brown (en), directrice exécutive du Parti démocrate de l'Idaho depuis 2012[22], se retire après le premier tour.
- Raymond Buckley (en), président du Parti démocrate du New Hampshire depuis 2007[12], se retire après le premier tour.
- Keith Ellison, le représentant des États-Unis pour le Minnesota depuis 2007[2],[6], battu au second tour.
- Jaime Harrison, président du Parti démocrate de Caroline du Sud depuis 2013[23], se retire après le premier tour.
- Thomas Perez, secrétaire du Travail des États-Unis depuis 2013[14], élu.
- Jehmu Greene (en), chroniqueuse de télévision, se retire après le premier tour.

### Candidats potentiels
- Pete Buttigieg, maire de South Bend dans l'Indiana depuis 2012[24].
- Ruben Gallego, représentant des États-Unis pour l'Arizona depuis 2015[15].
- Ilyse Hogue (en), président de la NARAL Pro-Choice America[18].
- Steve Israel, le représentant des États-Unis pour New York depuis 2001[16].
- John Pérez, président de l'Assemblée de l'État de Californie de 2010 à 2014[25].

### Retiré
- Howard Dean, gouverneur du Vermont de 1991 à 2003, président du DNC de 2005 à 2009[26].

### Décliné
- Xavier Becerra, représentant pour la Californie depuis 1993[15]. Le 1er décembre 2016, Becerra accepte l'offre du gouverneur de Californie Jerry Brown d'être procureur général de Californie[27].
- Joe Biden, vice-président des États-Unis entre 2009 et 2017, sénateur du Delaware de 1973 à 2009[28].
- Martin O'Malley, gouverneur du Maryland de 2007 à 2015, candidat à l'investiture démocrate pour l'élection présidentielle de 2016[21].
- Jennifer Granholm, gouverneure du Michigan entre 2003 et 2011[2].

## Résultats
447 membres du Comité national démocrate votent, il faut alors 224 votes pour gagner la présidence. Cependant, uniquement 427 membres ont voté au premier tour.
| Candidat                 | 1er tour | 2d tour |
| ------------------------ | -------- | ------- |
| Pete Buttigieg           | 1        | Retrait |
| Sally Boynton Brown (en) | 12       | Retrait |
| Keith Ellison            | 200      | 200     |
| Jehmu Greene (en)        | 0.5      | Retrait |
| Peter Peckarsky          | 0        | Retrait |
| Tom Perez                | 213.5    | 235     |
| Sam Ronan                | 0        | Retrait |
| Non votant               | 2        | 0       |
| Abstention               | 1        | 0       |

 Le candidat a gagné la majorité des voix dans ce tour
 Le candidat a gagné le plus de voix à ce tour sans avoir la majorité
 Retrait du candidat